# Дайнзе
Дайнзе (на нидерландски: Deinze) е град в Северна Белгия, окръг Гент на провинция Източна Фландрия. Разположен е на река Лейе. Населението му е около 28 300 души (2006).